# Bengt Liljegren
Bengt Liljegren (født 1961) er en svensk lærer og historisk forfatter. Han har blandt andet skrevet kritikerroste biografier om Winston Churchill, Karl XII, Alexander den store, Adolf Hitler og Pink Floyd.
Liljegren er adjunkt på Pilängskolan i Lomma kommun. Han har også været litteraturkritiker i Sydsvenskan og skribent i Populär Historia.
Liljegren var tidligere trommeslager i punkgrupperne Besökarna, Garbochock og Underjordiska Lyxorkestern. 1977-1978 var han redaktør for punkfanzinet Noncha Allt. I 1978 var han med til at JSM-guld i håndbold med LUGI.
Under efteråret 2008 og foråret 2010 medvirkede Liljegren som historiker i tv-programmet Boston Tea Party. 2012 faktatjekkede han power metal-gruppen Sabatons tekster til deres album Carolus Rex. Efteråret 2014 medverkade Liljegren som historisk ekspert i tv-programmet Inte OK. 

## Eksternt link
- Bengt Liljegren i Libris (svensk) i Libris